# Lago di Longemer
Il lago di Longemer è un lago francese nel dipartimento dei Vosgi del Grande Est. Si trova ad una altezza di 736 m s.l.m., nel comune di Xonrupt-Longemer.
Situato nella cosiddetta Valle dei Laghi, nei Vosgi, poco a monte del paese di Xonrupt, viene alimentato dalla Vologne, già emissario del lago di Retournemer. Si tratta di un lago morenico, quindi di origine glaciale.
Il lago è meta turistica: sulle sue sponde si trovano numerosi terreni per campeggio. Nel luglio 2002 vi si svolsero i mondiali di pesca con la mosca.